# Victor Danielsen

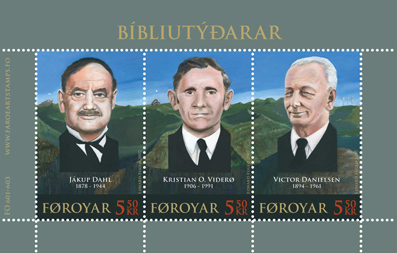
Die drei färöischen Bibelübersetzer: Jákup Dahl, Kristian Osvald Viderø und Victor Danielsen. Färöische Briefmarken von 2007.

Victor Danielsen (* 28. März 1894 in Søldarfjørður; † 2. Februar 1961 in Fuglafjørður) war ein färöischer Missionar der Brüderbewegung und erster Bibelübersetzer in die färöische Sprache.
Victor Danielsen trug maßgeblich zur Etablierung der Brüderbewegung und ihrer heutigen Stärke auf den Färöern bei, nachdem diese von William Gibson Sloan Ende des 19. Jahrhunderts eingeführt wurde.

## Leben
Victor Danielsen wurde in der Siedlung Søldarfjørður auf Eysturoy geboren. 1911 begann er ein Studium am Lehrerseminar Tórshavn und legte 1914 das Lehrerexamen ab. Im selben Jahr wurde er als Lehrer an den Schulen in Søldarfjørður, Glyvrar und Lamba angestellt, kündigte jedoch nach einem halben Jahr, um dem Ruf als Missionar zu folgen.
1916 löste sich Danielsen aus der etablierten Volkskirche und wandte sich der freikirchlichen Brøðrasamkoman (Brüderbewegung) zu. 1920 heiratete er und zog zusammen mit seiner Frau nach Fuglafjørður, wo er als Prediger und Missionar für die Brüderbewegung wirkte.
1930 beschloss man auf einer Versammlung der Brüdergemeinde in Tórshavn, sich an Victor Danielsen zu wenden und ihn zu bitten, den Galaterbrief ins Färöische zu übersetzen. Von dem Ergebnis war die Gemeinde so begeistert, dass man Danielsen auch mit dem Rest des Neuen Testaments beauftragte. Die Übersetzung wurde im März 1937 herausgegeben, einige Wochen vor Jacob Dahls autorisierter Ausgabe, der unabhängig von Danielsen für die Volkskirche arbeitete.
Nach der Arbeit am Neuen Testament fuhr Victor Danielsen mit der Übersetzung des Alten Testaments fort, und bereits 1939 hatte er die Arbeit vollendet, die auf Übersetzungen aus anderen modernen Sprachen fußte. Darin unterschied sie sich von Dahls Arbeit, die eine Übersetzung der hebräischen Originaltexte ist. Wegen des Zweiten Weltkriegs kam Danielsens komplette Bibelübersetzung erst 1949 heraus und war damit die erste in seiner Sprache. Die Übersetzung von Jacob Dahl und Kristian Osvald Viderø erschien erst 1961.
Victor Danielsen galt als ungewöhnlich energischer und produktiver Mann. Neben seiner Übersetzung der Bibel dichtete er 27 geistliche Lieder und übersetzte mehr als 800. Darüber hinaus schrieb er zwei Romane geistlichen Inhalts. Er starb im Alter von 66 Jahren in Fuglafjørður.